# Leander Dendoncker
Leander Dendoncker (sinh ngày 15 tháng 4 năm 1995) là một cầu thủ bóng đá người Bỉ hiện đang thi đấu cho câu lạc bộ Napoli tại Serie A theo dạng cho mượn từ câu lạc bộ Aston Villa và đội tuyển bóng đá quốc gia Bỉ ở vị trí tiền vệ phòng ngự hoặc trung vệ.
Dendoncker gia nhập Anderlecht vào năm 2009 và có trận ra mắt chuyên nghiệp vào tháng 7 năm 2013, anh chơi 171 trận cho Anderlecht và ghi được 11 bàn thắng. Anh có 2 chức vô địch Belgian Super Cup và một lần vô địch Belgian First Division A. Dendoncker có trận ra mắt màu áo đội tuyển quốc gia vào tháng 6 năm 2015 và cũng là thành phần của tập thể Bỉ về thứ ba tại World Cup 2018, ngoài ra anh cũng xuất hiện trong chiến dịch Euro 2020 của đội tuyển Bỉ.

## Đời sống riêng tư
Dendoncker ra đời ở Passendale, West Flanders trong một gia đình chăn nuôi lợn. Dendoncker là người con thứ trong ba người con đều theo nghiệp bóng đá của gia đình: tháng 10 năm 2020, anh cả của Dendoncker là Andres chơi cho CLB Roeselare còn người em út Lars thì vừa gia nhập CLB Brighton & Hove Albion.
Dendoncker chuyển tới thủ đô Brussels để chơi cho đội U15 của Anderlecht và mắc chứng nhớ nhà khi phải thích nghi với sự khác biệt giữa vùng nông thôn và thành phố nhộn nhịp.
Dendoncker có thể nói thành thạo ba thứ tiếng: Tiếng Anh, Tiếng Pháp và Tiếng Hà Lan.

## Thống kê sự nghiệp

### Câu lạc bộ
Tính đến ngày 16 tháng 9 năm 2022
| Câu lạc bộ                                | Mùa giải            | Giải đấu            | Giải đấu | Giải đấu | Cúp quốc gia | Cúp quốc gia | Cúp liên đoàn | Cúp liên đoàn | Châu Âu | Châu Âu | Khác | Khác | Tổng cộng | Tổng cộng |
| Câu lạc bộ                                | Mùa giải            | Hạng                | Trận     | Bàn      | Trận         | Bàn          | Trận          | Bàn           | Trận    | Bàn     | Trận | Bàn  | Trận      | Bàn       |
| ----------------------------------------- | ------------------- | ------------------- | -------- | -------- | ------------ | ------------ | ------------- | ------------- | ------- | ------- | ---- | ---- | --------- | --------- |
| Anderlecht                                | 2013–14             | Belgian Pro League  | 0        | 0        | 1            | 0            | —             | —             | 0       | 0       | 1    | 0    | 2         | 0         |
| Anderlecht                                | 2014–15             | Belgian Pro League  | 26       | 2        | 6            | 0            | —             | —             | 6       | 0       | 0    | 0    | 38        | 2         |
| Anderlecht                                | 2015–16             | Belgian Pro League  | 23       | 1        | 1            | 1            | —             | —             | 6       | 0       | —    | —    | 30        | 2         |
| Anderlecht                                | 2016–17             | Belgian Pro League  | 40       | 5        | 1            | 0            | —             | —             | 16      | 1       | —    | —    | 57        | 6         |
| Anderlecht                                | 2017–18             | Belgian Pro League  | 36       | 1        | 2            | 0            | —             | —             | 6       | 0       | 0    | 0    | 44        | 1         |
| Anderlecht                                | Tổng cộng           | Tổng cộng           | 125      | 9        | 11           | 1            | —             | —             | 34      | 1       | 1    | 0    | 171       | 11        |
| Wolverhampton Wanderers (mượn) n\|2018–19 | Premier League      | 19                  | 2        | 5        | 0            | 2            | 0             | —             | —       | —       | —    | 26   | 2         |           |
| Wolverhampton Wanderers                   | Premier League      | 2019–20             | 38       | 4        | 2            | 0            | 0             | 0             | 17      | 2       | —    | —    | 57        | 6         |
| Wolverhampton Wanderers                   | Premier League      | 2020–21             | 33       | 1        | 3            | 0            | 1             | 0             | —       | —       | —    | —    | 37        | 1         |
| Wolverhampton Wanderers                   | Premier League      | 2021–22             | 30       | 2        | 2            | 0            | 2             | 1             | —       | —       | —    | —    | 34        | 3         |
| Wolverhampton Wanderers                   | Premier League      | 2022–23             | 4        | 0        | 0            | 0            | 1             | 0             | —       | —       | —    | —    | 5         | 0         |
| Wolverhampton Wanderers                   | Tổng cộng           | Tổng cộng           | 124      | 9        | 12           | 0            | 6             | 1             | 17      | 2       | —    | —    | 159       | 12        |
| Aston Villa                               | 2022–23             | Premier League      | 1        | 0        | 0            | 0            | 0             | 0             | —       | —       | —    | —    | 1         | 0         |
| Tổng cộng sự nghiệp                       | Tổng cộng sự nghiệp | Tổng cộng sự nghiệp | 250      | 18       | 23           | 1            | 6             | 1             | 51      | 3       | 1    | 0    | 331       | 23        |

1. ↑  Appearance in Belgian Super Cup
2. ↑  Four appearances in UEFA Champions League, two appearances in UEFA Europa League
3. 1 2  Appearance(s) in UEFA Europa League
4. ↑  Two appearances in UEFA Champions League, fourteen appearances and one goal in UEFA Europa League
5. ↑  Appearance(s) in UEFA Champions League

### Đội tuyển quốc gia
Tính đến ngày 27 tháng 11 năm 2022
| Bỉ        | Bỉ   | Bỉ  |
| Năm       | Trận | Bàn |
| --------- | ---- | --- |
| 2015      | 1    | 0   |
| 2016      | 1    | 0   |
| 2017      | 2    | 0   |
| 2018      | 2    | 0   |
| 2019      | 3    | 0   |
| 2020      | 3    | 0   |
| 2021      | 12   | 0   |
| 2022      | 7    | 1   |
| Tổng cộng | 31   | 1   |

Bàn thắng và kết quả của Bỉ được để trước.
| # | Ngày               | Địa điểm                                    | Số trận | Đối thủ | Bàn thắng | Kết quả | Giải đấu                    |
| - | ------------------ | ------------------------------------------- | ------- | ------- | --------- | ------- | --------------------------- |
| 1 | 8 tháng 6 năm 2022 | Sân vận động Nhà vua Baudouin, Brussels, Bỉ | 27      | Ba Lan  | 5–1       | 6–1     | UEFA Nations League 2022–23 |

## Dnah hiệu
Anderlecht
- Belgian First Division A: 2016–17[14]
- Belgian Super Cup: 2013,[15] 2014

Bỉ
- Hạng ba FIFA World Cup: 2018